# Indiska fackliga centralorganisationer

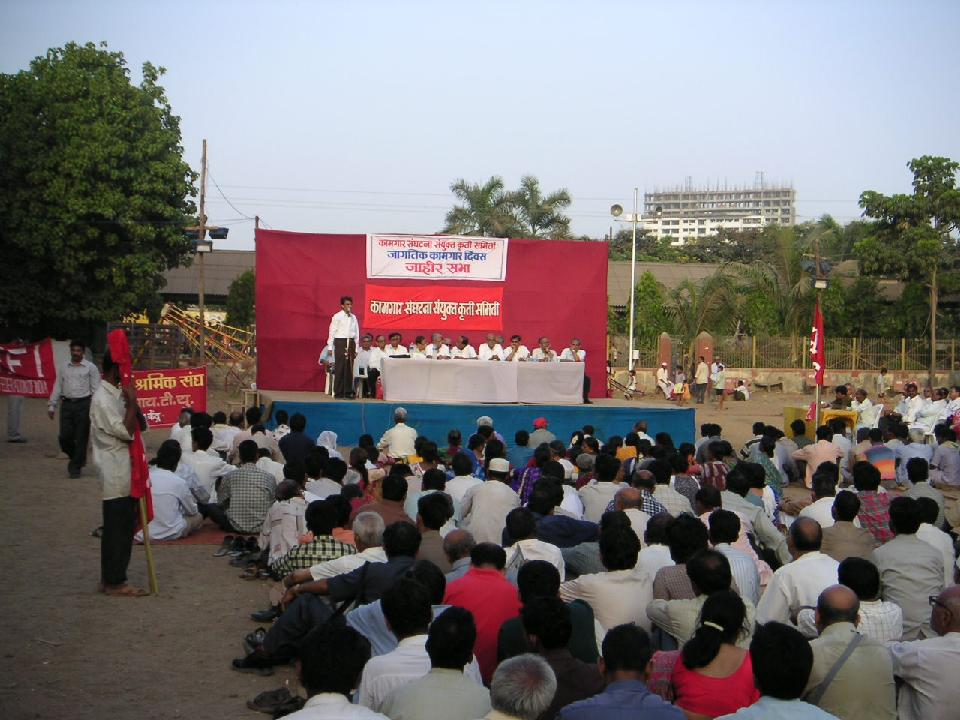
1 maj i Bombay 2004.

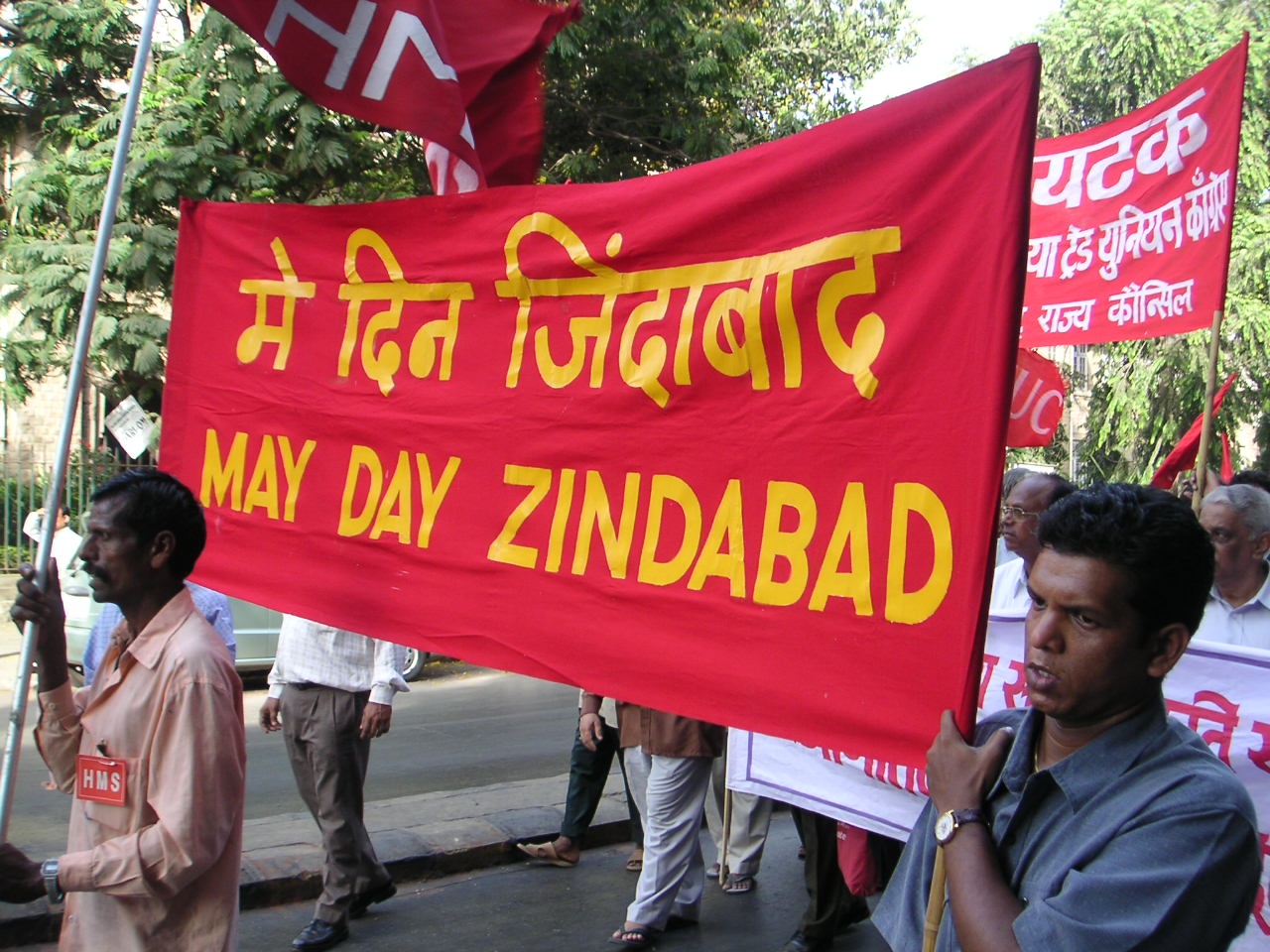
1 maj i Bombay 2004.

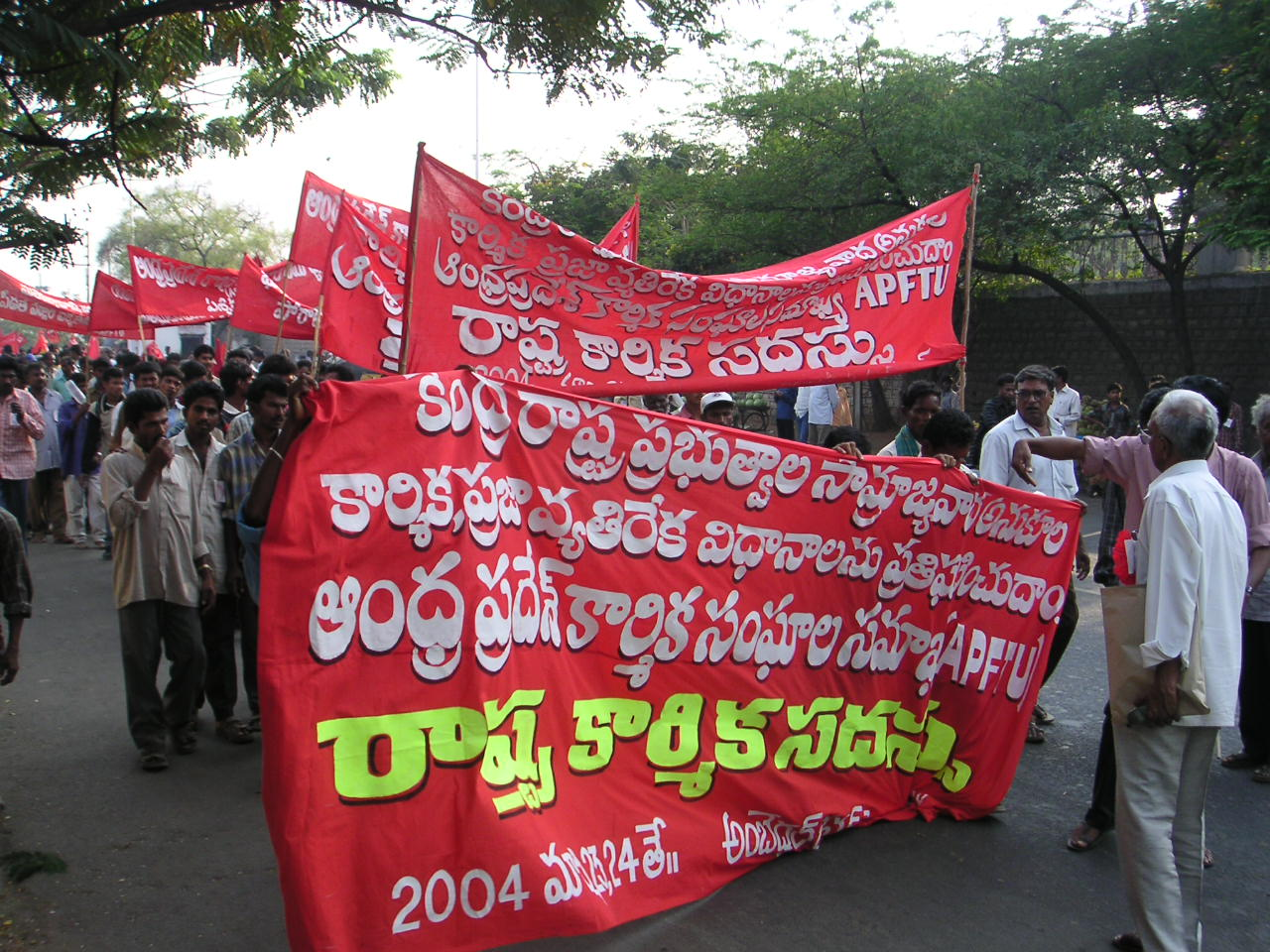
Facklig demonstration i Hyderabad.

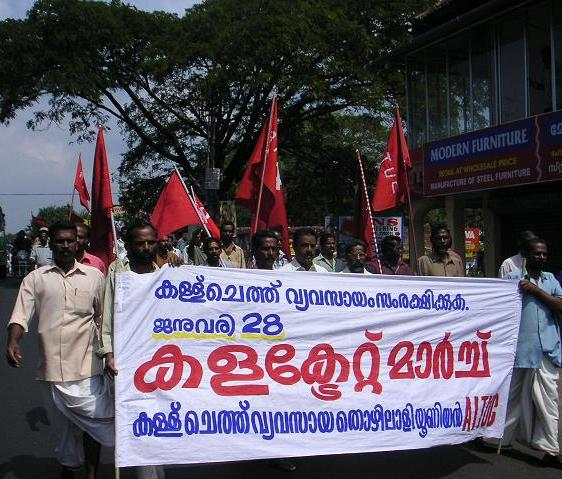
AITUC-demonstration i Alappuzha.

I Indien är den fackliga rörelsen svårt splittrad efter partipolitiska linjer. Många partier, både till höger och vänster, har egna fackliga centralorganisationer.

## Lista över fackliga centralorganisationer (inkomplett lista)
Liten Hindiparlör: Bharatiya - Indisk, Mazdoor - Arbetare, Sangh eller Sabha - Förbund
- Akhil Bharatiya Kamgar Sena (Akhil Bharatiya Sena)
- All India Central Council of Trade Unions (Communist Party of India (Marxist-Leninist) Liberation)
- All India Centre for Trade Unions (Communist Marxist Party)
- All India Congress of Trade Unions (Marxist Communist Party of India)
- All India Federation of Trade Unions (marxist-leninister)
- All India Trade Union Congress (Communist Party of India)
- Andhra Pradesh Federation of Trade Unions (Communist Party of India (Marxist-Leninist))
- Anna Thozhil Sanga Peravai (All India Anna Dravida Munnetra Kazhagam)
- Bharatiya Kamgar Sena (Shiv Sena)
- Bharatiya Mazdoor Sabha (Provisional Central Committee, Communist Party of India (Marxist-Leninist))
- Bharatiya Mazdoor Sangh (Bharatiya Janata Party)
- Centre of Indian Trade Unions (Communist Party of India (Marxist))
- Hind Mazdoor Kisan Panchayat (Janata Dal (United))
- Hind Mazdoor Sabha (socialists)
- Indian Federation of Trade Unions (Communist Party of India (Marxist-Leninist) New Democracy)
- Indian National Trade Union Congress (Kongresspartiet)
- Kerala Trade Union Congress (Kerala Congress, KTUC(B) tillhör KC(B), KTUC(M) tillhör KC(M) o.s.v.)
- Labour Progressive Federation (Dravida Munnetra Kazhagam)
- Maharashtra General Kamgar Union (Kamgar Aghadi)
- New Trade Union Initiative
- Pattali Trade Union (Pattali Makkal Katchi)
- Swatantra Thozhilali Union (Indian Union Muslim League)
- Telugu Nadu Trade Union Council (Telugu Desam Party)
- Trade Union Centre of India (Communist Party of India (Marxist-Leninist) Red Flag)
- Trade Union Coordination Committee (All India Forward Bloc)
- United Trade Union Congress (Revolutionary Socialist Party)
- United Trade Union Congress (Bolshevik) (Revolutionary Socialist Party (Bolshevik))
- United Trade Union Congress (Lenin-Sarani) (Socialist Unity Centre of India)